# 正太饭店
參數所指定的目標頁面不存在，建議更正成存在頁面或直接建立下列一個頁面（建立前請先搜尋是否有合適的存在頁面可以取代）：
- 正太饭店 (太原)

正太饭店是中华人民共和国河北省石家庄市的一所历史建筑，位于石家庄市新华区公里街3号。饭店始建于1907年，位于石家庄火车站北侧，作为火车站的服务性配套设施开业。正太饭店的名字来自正太铁路，即正定府与太原之间的铁路线。该饭店采用法式二层建筑，整体呈“日”字结构，是石家庄当时最大、最豪华的饭店。历史上许多政治人物曾经在此就餐或住宿。如孙中山、宋教仁、汪精卫、冯玉祥、阎锡山、蒋介石、胡汉民等。在石家庄历史上影响较大。

## 形制
正太饭店坐西朝东，南北长50米，东西宽44米，建筑面积4520平方米。平面布局呈“日”字形。由法国人设计，采用法式建筑，正面中心为二层楼阁建筑，两侧为三层阁楼。整座建筑内分为南北两个院落。

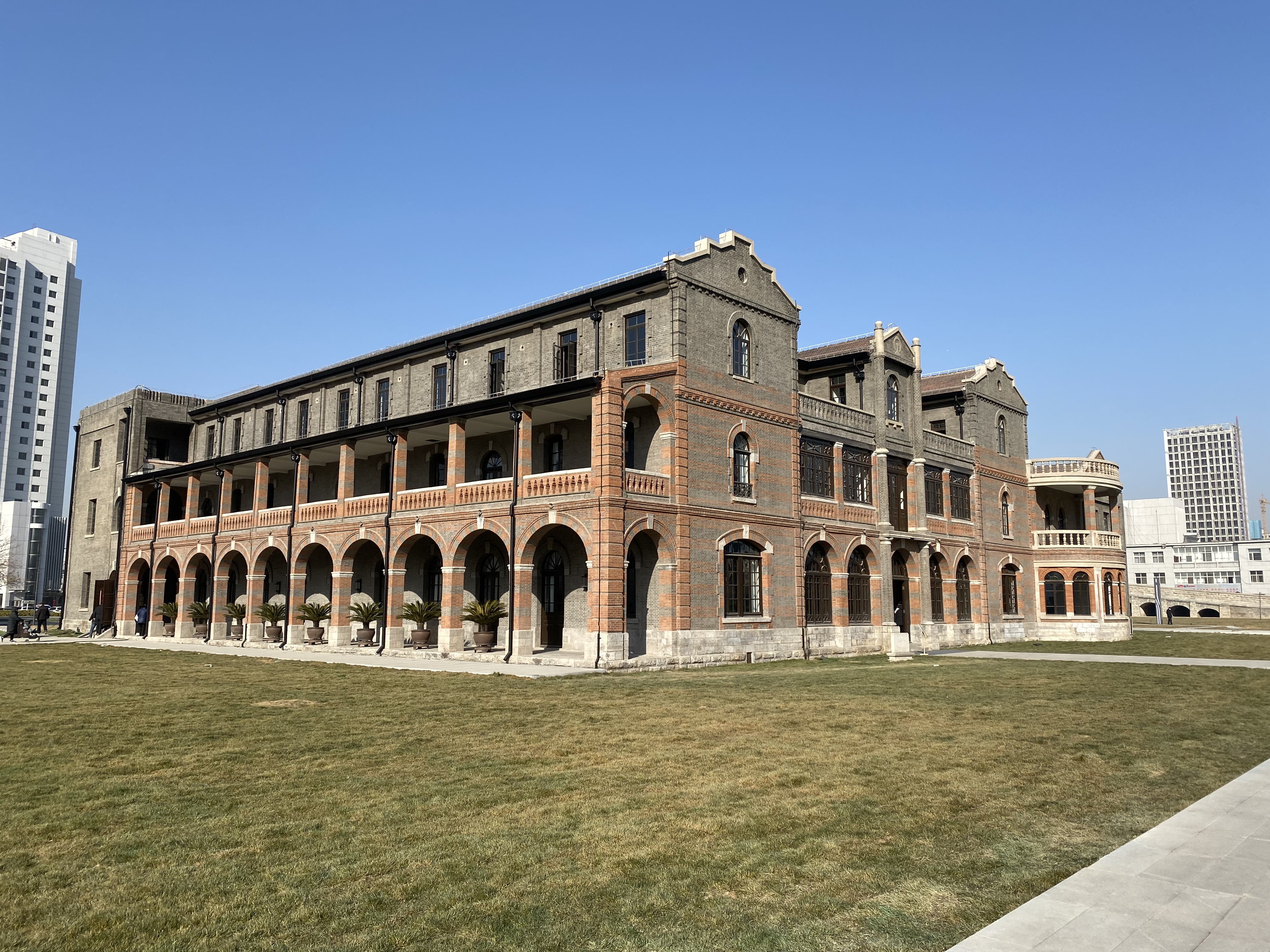
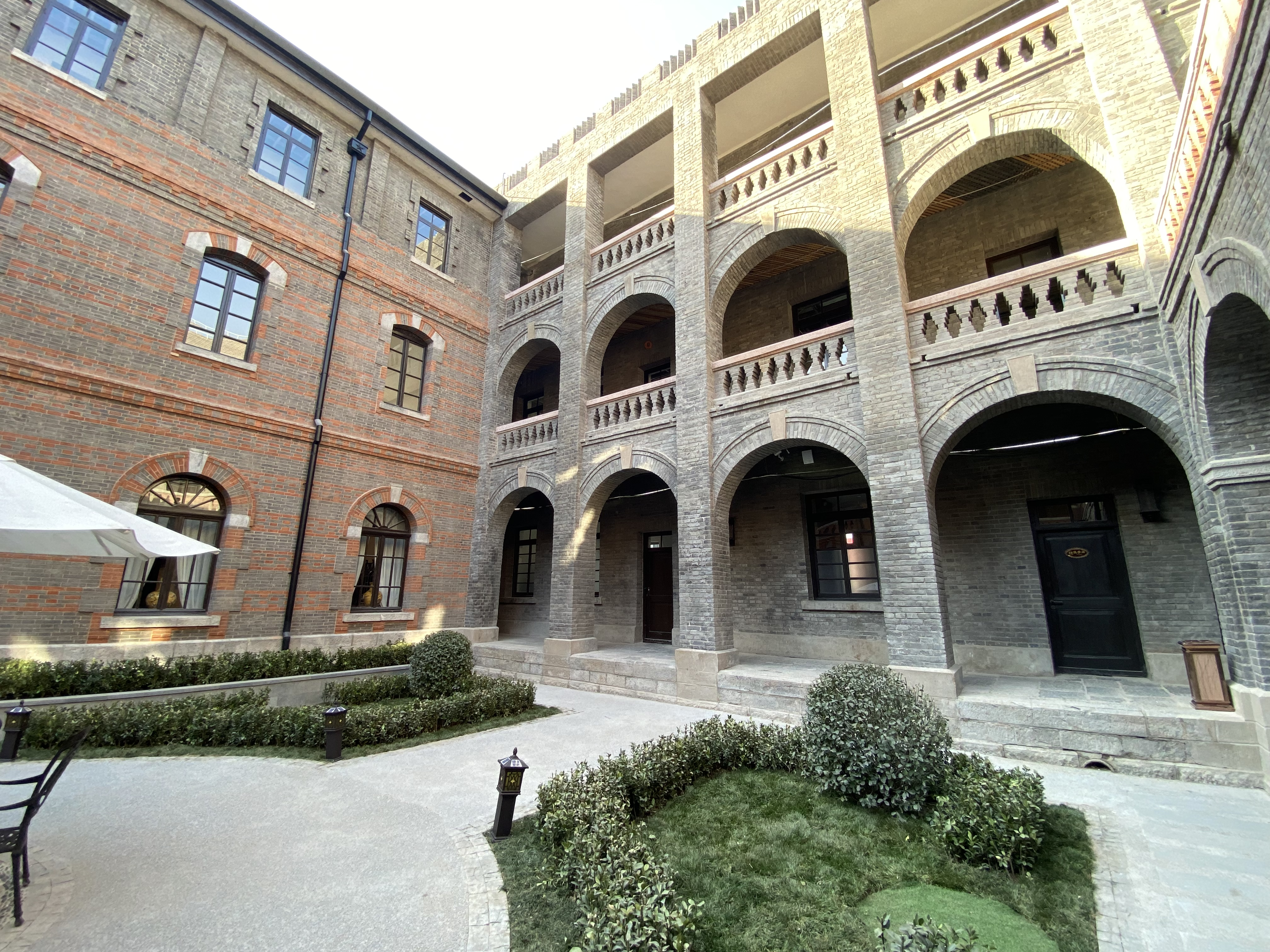
中庭
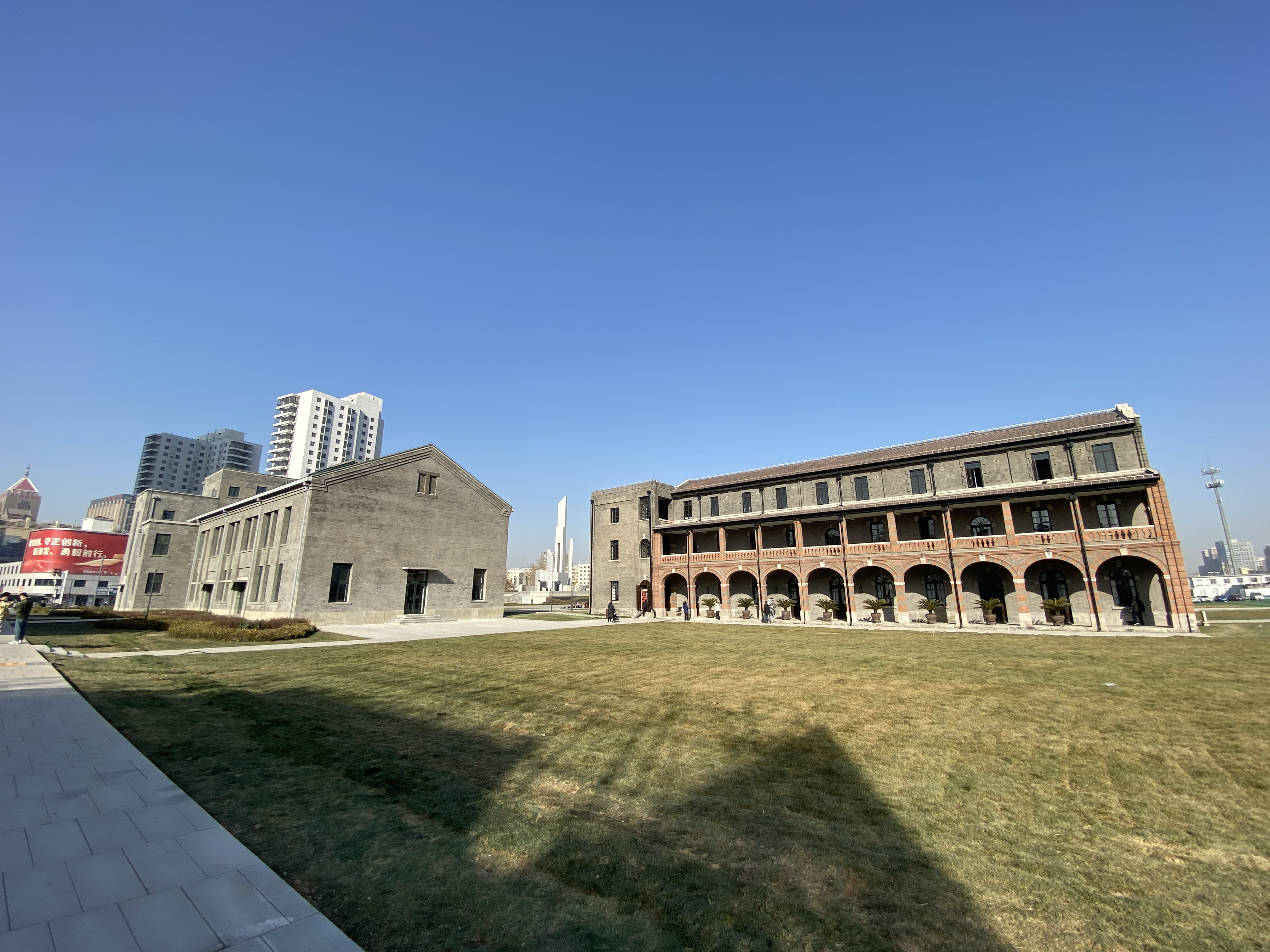
远景

## 历史
正太饭店1907年由法国人设计修建，作为正太铁路的服务性配套设施，专门用来接待法国贵宾、驻石家庄军界首领及官僚政客。1912年9月底，孙中山在太原视察完后，乘车抵达石家庄，视察正太铁路局，下榻于正太饭店，并在此主持会议，商定修建铁路事宜，随行人员还有宋教仁、黄兴、胡汉民等人。
1925年，正太饭店曾作为石家庄工商各界“五卅惨案”后援会（石家庄各界沪案后援会）的办公地点。1931年九一八事变之前数日，蒋介石曾与张学良在石家庄会面，正太饭店成为蒋介石当时居住之处。事变后，杨虎城曾到正太饭店请战，被蒋拒绝。20世纪30年代，正太铁路局将饭店租给商人经营。1937年，日军占领石家庄，接管正太饭店。1945年8月15日日本投降，国军在正太饭店接收石家庄。在解放战争中，正太饭店被国军修筑成堡垒，是1947年11月石家庄战役中石家庄全城最后一处被解放军攻克的堡垒，解放军攻下堡垒后，将红旗插上正太饭店，因此在其北侧修建有石家庄解放纪念碑（也是旧石家庄解放纪念馆馆址）。
解放后，正太饭店归属于北京铁路局石家庄第二建筑段所有，曾被作为办公室和职工宿舍。1998年春季，正太饭店整体建筑被作为危房，曾一度面临拆除的命运。1999年2月，石家庄市人民政府公布正太饭店为石家庄市文物保护单位。2008年被列为河北省文物保护单位。
2021年修缮后重新开放。